# نهج باوليستا

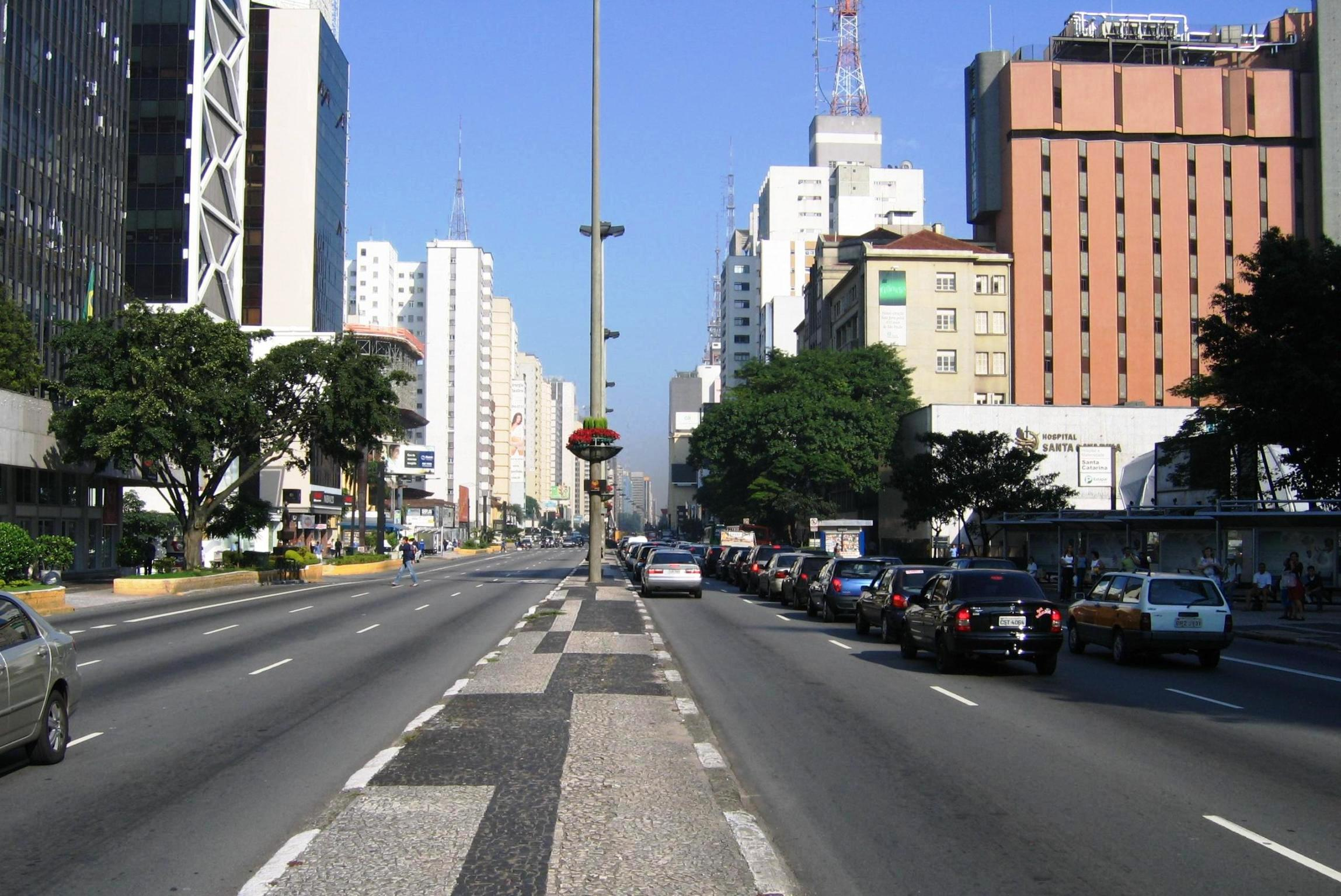

أفينيدا باوليستا (بالبرتغالية: Avenida Paulista) من شوارع عاصمة ساوباولو حيث تتمركز أغلب المكاتب المالية والمصرفيه وتعتبر من أهم النقط السياحية والثقافية في المدينة، ويؤدي الشارع إلى أهم الطرق وشوارع ساوباولو من أهمهم:أفينيدا لويز بريجاديرو، نوفيه دي جوليو، فينتي تريس دي مايو.
أفتتح الشارع في 1896 ويبلغ طوله ال: 2800 متر، من أهم المعالمة السياحية: كازا داس روساس، متحف ساوباول للفن، وحديقة تينتينتي سيكويرا كامبوس، ويحصل فيه مرثون ساو سيلفيستري سنويا للرجال والنساء.